# Nepomuki Szent János-kápolna (Baja)
A Nepomuki Szent János-kápolna Baja legkisebb kerületében, Szentjánoson áll. Eredetileg a vízimolnárok, hajóácsok kápolnája volt.

## Története
A kápolna 1876-ban téglából épült. Latinovits Gábor címzetes püspök, bajai prépost szentelte fel 1877-ben, a védőszent, Nepomuki Szent János búcsújának másnapján, május 17-én. Az 5,65 méter széles és 12,6 méter hosszú egyszerű építmény kis tornyocskája, bejárati ajtaja nyugatra néz. Főhomlokzatán három üres szoborfülke látható, ereszvonala fölött oromzat húzódik. A falon két egymás fölé helyezett kis márványtábla mutatja, hogy 1876. március 12-én, 1883 januárjában és 1897. augusztus 17-én meddig ért a kiöntött Duna vize. Faszerkezetű tornyát bádog héjazatú toronysisak zárja le. Tornyában egy kis harang lakik.  A kápolna déli oldalához sekrestye csatlakozik.
A kápolna előtt a védőszent szobra áll.